# Underground
Az underground angol nyelvű kifejezés, szó szerinti magyar fordítása: „földalatti”. A kifejezést gyakran használják „az általánosan vagy hivatalosan elfogadottól, a társadalom és a kultúra főáramától eltérő mozgalom jelzőjeként, amely gyakran annak peremén áll.
Ellentéte a mainstream, szinonimája a szubkultúra, rokon fogalma az ellenkultúra.

## Jellemzői
Az underground elutasítja és gyakran meg is sérti a társadalmilag elfogadott normákat, új viselkedési mintákat próbál meghonosítani a mindennapi életben. A domináns ideológiával való szakítás, az általánosan elfogadott értékek, normák, társadalmi és művészeti hagyományok elutasítása, a közvélemény elleni lázadás jellemzi.
Az amerikai és európai underground tipikus témái a „szexuális forradalom”, a drogok, a vallásellenesség, a marginális csoportok problémái.
A kifejezés a 20. század második felében jelent meg és kezdték el használni. 

## Művészet
Az egyes művészeti ágakban létezik például underground zenekar, underground szerző, underground színház, underground mozifilm, underground filmrendező.
A rockzene bizonyos típusait, például az extrém és avantgarde metalt és a grunge-t az underground kategóriába sorolják. 

## Hivatkozás
- MTA SZTAKI: Webster's Ninth New Collegiate Dictionary[halott link]

## További információ
- Artpool: A magyar underground zene és a film
- Steven Daly–Nathaniel Wice: Alternatív kultúra. Amit a '90-es évekről tudni érdemes... Internet címekkel; ford. Kovács Kristóf, magyar szócikkek összeáll. Bodoky Tamás; Biográf, Bp., 1996
- Avantgárd: underground: alternatív. Popzene, művészet és szubkulturális nyilvánosság Magyarországon; szerk. Havasréti József, K. Horváth. Zsolt; Artpool–Kijárat–PTE BTK Kommunikációs Tanszék, Bp.–Pécs, 2003
- Havasréti József: Széteső dichotómiák. Színterek és diskurzusok a magyar neoavantgárdban; Gondolat–PTE Kommunikáció- és Médiatudományi Tanszék, Bp.–Pécs, 2009 (Kommunikáció- és kultúratudományi tanulmányok)
- Magyar hippik. A hippi mozgalom és az underground művészet. Válogatás az 1960-as és 1970-es évek underground műveiből és korabeli felvételekből. kArton Galéria, 2014. február 7 – 2014. március 28.; kiállításrend. Zombori Mónika, szerk. Benkő Zsuzsanna, fotóvál. Mezey András; kArton, Bp., 2014
- Pokoli aranykor. New wave koncertplakátok a '80-as évekből. Bp. Szabó György és Szőnyei Tamás gyűjteményeiből; szerk. Rieder Gábor; Kieselbach, Bp., 2017 + CD
- Kürti Emese: Glissando és húrtépés. Kortárs zene és neoavantgárd művészet az underground magánterekben, 1958–1970; L'Harmattan–Kossuth Klub, Bp., 2018 (Határesetek)
- Célkeresztben a zene. Újhullámos plakátok az állambiztonsági dokumentumok tükrében; szerk. Szőnyei Tamás; ÁBTL, Bp., 2018
- Marton László Távolodó: Alulnézet; Rézbong, Göd, 2019
- Koszits Attila: Pécs underground '80. Ellenkultúra, progresszív és avangard tendenciák; To Hungary Kft., Pécs, 2020
- Bali Dávid: Kisterem. 100 meghatározó lemez 100 meghatározó zenekartól a hazai extrémzenei underground digitális átállásának korából, 2000–2019; szerzői–Uni-Rockteam Kft., Bp., 2021